# Leng Jun
Leng Jun (chinesisch 冷军; geb. 15. Juli 1963 in Sichuan) ist ein zeitgenössischer chinesischer Maler, der für seine hyperrealistischen Porträts bekannt ist. Er gilt als einer der führenden Künstler in der modernen realistischen Malerei Chinas und ist auch international bekannt, so wurde er u. a. im Jahre 2018 von der Birmingham City University ausgezeichnet.

## Leben
Leng Jun studierte mit Abschluss von 1980 bis 1984 am Fine Arts Department der Hankou Branch of Wuhan Normal College. Er wurde nach Selbstaussage (siehe Zitat) sehr durch die gesellschaftlichen und wirtschaftlichen Umwälzungen durch die sogenannte „Öffnung Chinas“ ab 1978, die in seine Jugendzeit fiel, beeinflusst.
Heute ist er angestellter Künstler an der Wuhan Academy of Fine Arts (dessen Präsident er war), Forscher an der National Academy of Painting, erstklassiger nationaler Künstler, Mitglied der Chinese Artists Association, stellvertretender Vorsitzender der Hubei Confederation of Literature and Art Circles, stellvertretender Vorsitzender der Hubei Artists Association, stellvertretender Vorsitzender der Wuhan Confederation of Literature and Art Circles, Vorsitzender der Wuhan Artists Association und Direktor der China Oil Painting Society. Er erhielt eine besondere Regierungszulage des Staatsrats. Viele seiner Werke wurden von Kunstagenturen und Privatpersonen in China und im Ausland gesammelt. Seine Arbeit wurde 1993 mit dem Silberpreis der Chinesischen Jahresausstellung für Ölmalerei, 1994 mit dem Kunstpreis der 2. Chinesischen Ausstellung für Ölmalerei, 1995 mit dem Goldpreis der 3. Chinesischen Jahresausstellung für Ölmalerei und 1999 mit dem Goldpreis der 9. nationalen Kunstausstellung ausgezeichnet.
Seine präzise Technik kombiniert Elemente der traditionellen Malerei mit modernen Methoden, wobei er besonderen Wert auf Texturen und Licht legt, um eine beeindruckende Detailgenauigkeit zu erzielen. Besonders bekannt sind seine Darstellungen von Gesichtern und Haut, bei denen selbst feinste Poren, Haare und Falten sichtbar werden. Diese Detailtreue verleiht seinen Arbeiten eine fast schon surreal anmutende Authentizität. Seine Werke wurden auf vielen Ausstellungen in China als auch im Ausland ausgestellt. Zu den bekanntesten Werken von Leng Jun gehören seine Porträts wie Mona Lisa, Portrait of a Young Woman, Portrait of Xiao Jiang, Mona Lisa in China oder Self-Portrait, die meist weibliche Motive zeigen. Er experimentiert dabei mit unterschiedlichen Perspektiven und Ausdrucksformen, um die Tiefe und Persönlichkeit der abgebildeten Menschen einzufangen. Oft verbringt er Monate oder sogar Jahre mit einem einzigen Bild, da der hyperrealistische Stil eine extreme Präzision und Geduld erfordert.

## Zitate
“For people like me who were born around the 1960s, we were teenagers at the time when we formed our worldview. That was a great opportunity. Looking back, reform and opening-up really saved the soul of our generation. At the time, information coming from the West greatly contributed to the enlightenment of our people. It also laid a very solid foundation for my later creations.”

„Menschen wie ich, die um die 1960er Jahre herum geboren wurden, waren zu der Zeit Teenager, als wir unser Weltbild formten. Das war eine große Chance. Rückblickend betrachtet, haben die Reformen und die Öffnung [siehe: Reform- und Öffnungspolitik] die Seele unserer Generation wirklich gerettet. Informationen aus dem Westen trugen sehr dazu bei, unser Volk aufzuklären, auch waren sie ein Grundstein meiner späteren Werke.“

“I am very honoured to be an alumnus of Birmingham City University! The study of art is not the same as other professions. Confucius said “志于道、居于德、依于仁、游于艺”– “let the will be set on the path of duty. Let every attainment of what is good be firmly grasped. Let perfect virtue be emulated. Let relaxation and enjoyment be found in the arts”). The general idea is that art is the last energy or path to the soul, which is second only to morality and benevolence. It is firmly placed in front of philosophy and science.”

„Das Kunststudium ist nicht mit anderen Studien zu vergleichen. Konfuzius sagte: „Lasst den Willen auf den Pfad der Pflicht gerichtet sein. Jede Errungenschaft des Guten soll fest ergriffen werden. Man soll der vollkommenen Tugend nacheifern. Entspannung und Vergnügen sollen in den Künsten gefunden werden“. Der allgemeine Gedanke ist, dass die Kunst die letzte Energie oder der letzte Weg zur Seele ist, der nur von Moral und Wohlwollen übertroffen wird. Sie ist der Philosophie und der Wissenschaft fest vorangestellt.“